# Echinogorgia noumea
Echinogorgia noumea är en korallart som beskrevs av Manfred Grasshoff 1999. Echinogorgia noumea ingår i släktet Echinogorgia och familjen Plexauridae. Inga underarter finns listade i Catalogue of Life.